# Tilly-Kaserne (Freistadt)
Die Tilly-Kaserne ist eine Kaserne des österreichischen Bundesheeres in Freistadt. Sie ist benannt nach dem Feldherrn des Dreißigjährigen Krieges, Johann T’Serclaes von Tilly.

## Geschichte
Freistadt hat seit 1879 eine Garnison, zunächst im Schloss Freistadt, wo bis 1918 Einheiten der k.u.k. Armee, später des Österreichischen Bundesheeres stationiert waren. 1937 wurde von der ständestaatlichen Regierung unter Bundeskanzler Kurt Schuschnigg die heutige Tilly-Kaserne an der Kasernenstraße südlich der Altstadt errichtet.
Nach dem Anschluss Österreichs wurde die Kaserne zwischen 1938 und 1945 von der deutschen Wehrmacht belegt.
Früher wurden in dieser Kaserne etwa 300 Grundwehrdiener des neuen Bundesheeres pro Jahr ausgebildet. Seit 2006 erfolgt hier die Kader-Ausbildung. Der militärische Schießplatz in der Zelletau und der Garnisonsübungsplatz (GÜPL) Geyer in St. Peter sind die beiden zur Kaserne Freistadt gehörenden militärische Übungsplätze. Ende 2015 hätte die Tilly-Kaserne unter anderem aus Einsparungsgründen von Verteidigungsminister Klug geschlossen werden sollen, sein Nachfolger Hans Peter Doskozil verfügte 2016, auch aufgrund der Flüchtlingskrise, jedoch den Fortbestand der Freistädter Tillykaserne, sodass sie heute als Standort des Jägerbataillons in Betrieb ist.